# Final da Liga Europa da UEFA de 2020–21
A Final da Liga Europa da UEFA de 2020–21 foi a partida final da Liga Europa da UEFA de 2020–21, a 50.ª final da segunda principal competição de clubes de futebol da Europa organizada pela UEFA e a 12.ª desde que foi renomeada de Copa da UEFA para Liga Europa da UEFA. Foi disputada em 26 de maio de 2021 no Stadion Energa Gdańsk, em Gdańsk.
O campeão ganhará o direito de disputar a Supercopa da UEFA de 2021 contra o campeão da Liga dos Campeões da UEFA de 2020–21. Eles também se classificarão, automaticamente, para a fase de grupos da Liga dos Campeões da UEFA de 2021–22, já que as duas equipes finalistas se classificaras por seus campeonatos nacionais.

## Escolha da sede
Um concurso público foi lançado em 22 de setembro de 2017 pela UEFA para selecionar os locais das finais da UEFA Champions League, UEFA Europa League e UEFA Women's Champions League em 2020. As federações tinham até 31 de outubro de 2017 para manifestar interesse e dossiês de candidatura deve ser apresentado até 1 de março de 2018. As federações anfitriãs dos jogos da Eurocopa de 2020 não foram autorizadas a participar na final da UEFA Europa League de 2020. Foi a segunda final realizada na Polônia, depois da final de 2014–15 que foi sediada no Estádio Nacional de Varsóvia em Varsóvia.
A UEFA anunciou em 3 de novembro de 2017 que duas associações se interessaram em sediar a Final da Liga Europa de 2019-20.
| País     | Estádio           | Cidade | Capacidade |
| -------- | ----------------- | ------ | ---------- |
| Polônia  | PGE Arena Gdańsk  | Gdańsk | 43,615     |
| Portugal | Estádio do Dragão | Porto  | 50,035     |

O PGE Arena Gdańsk foi selecionado pelo Comité Executivo da UEFA durante a sua reunião em Kiev em 24 de maio de 2018.  Mas devido a Pandemia de COVID-19 na Europa, em 17 de junho de 2020, o Comité Executivo da UEFA mudou o local da final para o RheinEnergieStadion, em Colônia, repassando Gdańsk para sediar a final em 2021. 

## Caminho até a final
Nota: Em todos os resultados abaixo, os gols dos finalistas é dado primeiro (C: casa; F: fora).
| Pos. | Equipe           | Pts |
| ---- | ---------------- | --- |
| 1    | Villarreal       | 16  |
| 2    | Maccabi Tel Aviv | 11  |
| 3    | Sivasspor        | 6   |
| 4    | Qarabağ          | 1   |

| Pos. | Equipe              | Pts |
| ---- | ------------------- | --- |
| 1    | Paris Saint-Germain | 12  |
| 2    | RB Leipzig          | 12  |
| 3    | Manchester United   | 9   |
| 4    | İstanbul Başakşehir | 3   |

## Partida

### Detalhes
A equipe "mandante" (por fins administrativos) foi determinado por um sorteio adicional após os sorteio da semifinal.
| 26 de maio de 2021 | Villarreal | 1 – 1     | Manchester United | Stadion Energa Gdańsk, Gdańsk, Polônia     |
| 21:00 (UTC+2)      | Gerard 29' | Relatório | Cavani 55'        | Público: 9,412 Árbitro: FRA Clément Turpin |

|                                                                                |       | Penalidades                                                                    |  |
| Gerard Raba Alcácer Moreno Parejo Gómez Albiol Coquelin Mario Pau Torres Rulli | 11–10 | Mata Telles Fernandes Rashford Cavani Fred James Shaw Tuanzebe Lindelöf De Gea |  |

| Villarreal | Manchester U. |

| GK           | 13 | Gerónimo Rulli    |     |        |
| RB           | 8  | Juan Foyth        | 84' | 88'    |
| CB           | 3  | Raúl Albiol (c)   |     |        |
| CB           | 4  | Pau Torres        |     |        |
| LB           | 24 | Alfonso Pedraza   |     | 88'    |
| CM           | 5  | Daniel Parejo     |     |        |
| CM           | 25 | Étienne Capoue    | 54' | 120+3' |
| CM           | 14 | Manu Trigueros    |     | 77'    |
| RF           | 7  | Gerard Moreno     |     |        |
| CF           | 9  | Carlos Bacca      |     | 60'    |
| LF           | 30 | Yeremi Pino       |     | 77'    |
| Substitutes: |    |                   |     |        |
| GK           | 1  | Sergio Asenjo     |     |        |
| DF           | 2  | Mario Gaspar      |     | 88'    |
| DF           | 6  | Ramiro Funes Mori |     |        |
| DF           | 15 | Pervis Estupiñán  |     |        |
| DF           | 18 | Alberto Moreno    |     | 88'    |
| DF           | 20 | Rubén Peña        |     |        |
| DF           | 21 | Jaume Costa       |     |        |
| MF           | 12 | Dani Raba         |     | 120+3' |
| MF           | 19 | Francis Coquelin  |     | 60'    |
| MF           | 23 | Moi Gómez         |     | 77'    |
| FW           | 17 | Paco Alcácer      |     | 77'    |
| FW           | 34 | Fer Niño          |     |        |
| Técnico:     |    |                   |     |        |
| Unai Emery   |    |                   |     |        |

| GK                  | 1  | David de Gea        |      |        |
| RB                  | 29 | Aaron Wan-Bissaka   |      | 120+3' |
| CB                  | 2  | Victor Lindelöf     |      |        |
| CB                  | 3  | Eric Bailly         | 82'  | 116'   |
| LB                  | 23 | Luke Shaw           |      |        |
| CM                  | 6  | Paul Pogba          |      | 116'   |
| CM                  | 39 | Scott McTominay     |      | 120+3' |
| RW                  | 11 | Mason Greenwood     |      | 100'   |
| AM                  | 18 | Bruno Fernandes (c) |      |        |
| LW                  | 10 | Marcus Rashford     |      |        |
| CF                  | 7  | Edinson Cavani      | 113' |        |
| Substitutes:        |    |                     |      |        |
| GK                  | 13 | Lee Anderson Grant  |      |        |
| GK                  | 26 | Dean Henderson      |      |        |
| DF                  | 5  | Harry Maguire       |      |        |
| DF                  | 27 | Alex Telles         |      | 120+3' |
| DF                  | 33 | Brandon Williams    |      |        |
| DF                  | 38 | Axel Tuanzebe       |      | 116'   |
| MF                  | 8  | Juan Mata           |      | 120+3' |
| MF                  | 17 | Fred                |      | 100'   |
| MF                  | 19 | Amad Diallo         |      |        |
| MF                  | 21 | Daniel James        |      | 116'   |
| MF                  | 31 | Nemanja Matić       |      |        |
| MF                  | 34 | Donny van de Beek   |      |        |
| Técnico:            |    |                     |      |        |
| Ole Gunnar Solskjær |    |                     |      |        |

Assistentes:

 Nicolas Danos

 Cyril Gringore

Quarto árbitro:

 Slavko Vincic

Árbitro assistente de vídeo:

 François Letexier

Assistentes do árbitro assistente de vídeo:

 Jérôme Brisard

 Benjamin Pages

Árbitro assistente de vídeo para impedimentos:

 Paulus van Boekel
|  | Regulamento - 90 minutos. - 30 minutos de prorrogação caso haja empate no tempo normal. - Persistindo o empate, o vencedor será decidido nas penalidades máximas. - Doze jogadores substitutos. - Máximo de cinco substituições, com uma sexta sendo permitida em caso de prorrogação. |